# U.S. Highway 49
Der U.S. Highway 49 (kurz US 49) ist ein Highway in den Vereinigten Staaten von Amerika. Er beginnt am Highway 90 in Gulfport im Bundesstaat Mississippi und endet nach 830 Kilometern am Highway 62 in Piggott in Arkansas.

## Verlauf

### Mississippi
Ab Gulfport an der Küste zum Golf von Mexiko verläuft der Highway in nördlicher Richtung und trifft im Norden der Stadt auf die Interstate 10. Nördlich von Wiggins durchquert er den De Soto National Forest. Nach einem Kreuz mit dem U.S. Highway 98, der zum Freeway ausgebaut wurde und als Zubringer zur Interstate 59 genutzt wird, führt der US 49 durch das Stadtzentrum von Hattiesburg und trifft auf den U.S. Highway 11. Im Norden der Stadt kreuzt er die I-59 und verläuft in nordwestlicher Richtung.
Im Süden des Großraums von Jackson, der Hauptstadt des Bundesstaats, nutzt der U.S. Highway 49 zunächst die Trasse der Interstate 20 und im Anschluss der Interstate 220. Dabei trifft er auf die Interstate 55 sowie auf den U.S. Highway 51. Die Straße verläuft nicht durch das Zentrum von Jackson und verlässt den Großraum wieder im Nordwesten.

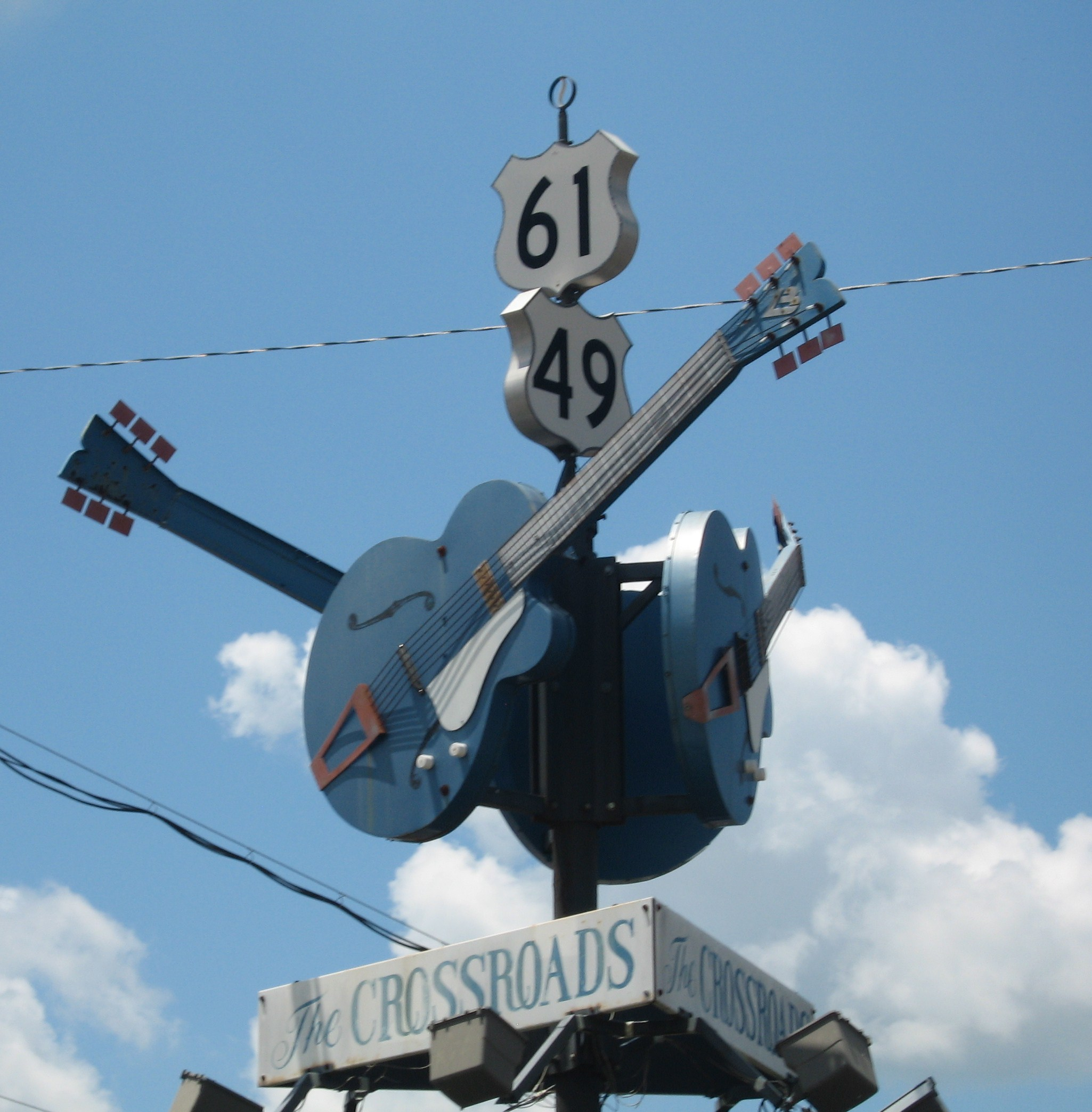
"Crossroads" in Clarksdale, Mississippi.

Nördlich der Stadt Yazoo City trennt sich der Highway in eine östliche und eine westliche Route, die entsprechend als U.S. Highway 49E beziehungsweise U.S. Highway 49W bezeichnet werden. Die östliche Trasse führt in nordöstlicher Richtung nach Greenwood und anschließend in nordwestwärts nach Tutwiler, wo die beiden Abschnitte wieder zusammentreffen. Der westliche Abschnitt verläuft über Indianola nach Tutwiler.
Im Süden von Clarksdale bildet der US 49 gemeinsam mit dem U.S. Highway 61 eine Umgehungsroute und trifft kurz darauf auf den U.S. Highway 278. Ab Clarksdale führt er zusammen mit dem US 61 in Richtung Norden bis zur Ortschaft Rich. Kurz darauf erreicht die Straße mit der Überquerung des Mississippi Rivers den Bundesstaat Arkansas.
Die Kreuzung mit dem U.S. Highway 61 in Clarksdale ist der Ort, an dem gemäß einer Legende der Musiker Robert Johnson seine Seele dem Teufel verschrieben habe, um im Gegenzug zu einem exzellenten Bluesmusiker werden zu können. 

### Arkansas
Die erste Stadt in Arkansas am U.S. Highway 49 ist West Helena. Im Anschluss verläuft der Highway zunächst in westlicher und später in nördlicher Richtung. In Brinkley trifft er auf die Interstate 40 sowie auf die U.S. Highways 63 und 70. Die Straße verlässt Brinkley in nordöstlicher Richtung und wird bei Fair Oaks vom U.S. Highway 64 gekreuzt.
Im Süden von Jonesboro bildet der US 49 zusammen mit dem US 63 eine Umgehungsroute und führt durch den östlichen Teil der Stadt. Der Highway passiert im Westen die Arkansas State University und verlässt kurz darauf das Stadtgebiet in Richtung Nordosten. In Paragould trifft er auf den U.S. Highway 412. Im Nordosten Arkansas endet der U.S. Highway 49 nach 830 Kilometern in Piggott am U.S. Highway 62.